# テレビ寺子屋
『テレビ寺子屋』（テレビてらこや）は、フジテレビ系列で放送されているテレビ静岡制作のトークショー・教養番組である。同系列局のほか、独立局の一部でも番販ネットで放送されている。テレビ静岡での放送時間は2015年3月までは毎週土曜 9:55 - 10:25（JST）であったが、同年4月から日曜 6:30 - 7:00（JST）に変更された。これとは別に木曜 2:05 - 2:35（水曜深夜）にも再放送を実施している。それ以外の地域の放送時間はネット局ごとにかなり異なるため後述参照（詳細）。子供の教育に関する話題について講演する長寿番組である。

## 概要
番組の起源は、1976年4月にテレビ静岡のローカルワイドショー『マイしずおか』の1コーナーとして始められた教育講座で、1977年4月に30分番組『テレビ寺子屋』として独立。フジテレビなどのFNS系列を中心に、全国ネットで放送されるようになったのもこの頃からである。1979年からは、聴覚障害者に向けての手話通訳入り放送が行われている。
番組開始当初から長期にわたって、教育評論家の吉岡たすくがレギュラー講師を務めていたが（1980年3月までは同じく教育評論家の坂東義教と交替で担当）、吉岡は1998年9月にレギュラー講師を降板した（最後の出演は1999年7月）。以後は、週ごとに講演者が替わる形式となっている。2018年3月から、テレビ静岡アナウンサーの北村花絵が5代目司会を担当している。手話通訳は小縣ありすが担当している。
収録は静岡県内のホールや公民館などで公開録画の形で行なわれ（ただし、過去に静岡県外で当番組の収録を行ったことがある）、1人の講師が2回講演（隔週で放映）する。
2016年4月で放送開始から40周年を迎えた。
2016年9月18日（テレビ静岡）、放送2000回を達成。その日と次の週（9月25日・テレビ静岡）で、吉岡たすくの講義のセレクションを放送した。

## テレビ寺子屋スペシャル
テレビ静岡は、2006年までフジテレビ系列の単発番組枠（土曜・日曜もしくは祭日の昼間に多く、系列各局発の番組もよく放送される）向けに制作する番組にたびたび『テレビ寺子屋スペシャル』というサブタイトルを付していた。その中には『テレビ寺子屋科学スペシャル』など、番組とは無関係なものが出てきたケースもある。メインスポンサーを富士重工業が担当する関係で、番組中に移動手段としてスバル車（レガシィなど）が登場した。
テレビ静岡による単発番組の制作は2012年時点でも続いているが、テレビ寺子屋という一種のブランドの下で制作していた路線を2007年以降改めており、以後は『感動地球スペシャル』として放送されている。
2016年12月24日（テレビ静岡）、テレビ寺子屋放送2000回記念番組『子育て一等賞のくに〜フィンランドのママが幸せな理由〜』を放送。

## 出演者

### 歴代司会者
- 白藤れい子（初代）
- 牧野玉江（2代目）
- 松田朋恵（3代目）
- 岡田友香（4代目）
- 北村花絵(テレビ静岡アナウンサー) (5代目)

### 歴代手話通訳
- 青柳美子（初代）
- 小縣ありす（2代目）

### 主な講師
- アグネス・チャン
- ダニエル・カール
- こんのひとみ
- ジェフ・バーグランド
- セルジオ越後
- 高見映（ノッポさん・「ひらけ！ポンキッキ」構成作家）
- はやし浩司
- パンチ佐藤
- ピーター・フランクル
- 伊藤幸弘
- 羽中田昌
- 横澤彪
- 岡村精二
- 沖守弘
- 鎌田實
- 岸裕司
- 高橋章子
- 黒澤和子
- 今江祥智
- 佐野常夫
- 斎藤環
- 斎藤孝
- 斎藤次郎
- 坂本光男
- 志茂田景樹
- 鹿島和夫
- 松居和
- にしゃんた
- 清水國明
- 千葉紘子
- 川津祐介
- 早川一光
- 相田一人
- 多田千尋
- 大八木淳史
- 大林宣彦
- 谷川真理
- 中山靖雄
- 中山讓（ユズリン）
- 長倉洋海
- 藤田弓子
- 馬場雄二
- 尾木直樹
- 俵萠子
- 堀田力
- 名取弘文
- 毛利子来
- 柳宗民
- 葉祥明
- 鈴木一光
- 枡野浩一
- 明橋大二
- ルー大柴
- 増岡弘（#1529）
- バイマーヤンジン

※ほか、公式サイトの講師紹介を参照。

## ネット局
※放送時間は2022年10月時点。公式サイトの全国の放送予定も参照。
| 放送対象地域   | 放送局                    | 系列           | 放送曜日と時間     |
| -------------- | ------------------------- | -------------- | ------------------ |
| 静岡県         | テレビ静岡（SUT）         | フジテレビ系列 | 日曜 6:30 - 7:00   |
| 北海道         | 北海道文化放送（uhb）     | フジテレビ系列 | 土曜 5:30 - 6:00   |
| 岩手県         | 岩手めんこいテレビ（mit） | フジテレビ系列 | 日曜 5:30 - 6:00   |
| 宮城県         | 仙台放送（OX）            | フジテレビ系列 | 日曜 5:30 - 6:00   |
| 秋田県         | 秋田テレビ（AKT）         | フジテレビ系列 | 日曜 5:30 - 6:00   |
| 山形県         | さくらんぼテレビ（SAY）   | フジテレビ系列 | 日曜 5:30 - 6:00   |
| 福島県         | 福島テレビ（FTV）         | フジテレビ系列 | 日曜 5:00 - 5:30   |
| 関東広域圏     | フジテレビ（CX）          | フジテレビ系列 | 土曜 4:52 - 5:22   |
| 新潟県         | NST新潟総合テレビ（NST）  | フジテレビ系列 | 日曜 5:30 - 6:00   |
| 長野県         | 長野放送（NBS）           | フジテレビ系列 | 土曜 5:30 - 6:00   |
| 富山県         | 富山テレビ（BBT）         | フジテレビ系列 | 日曜 5:15 - 5:45   |
| 石川県         | 石川テレビ（ITC）         | フジテレビ系列 | 日曜 5:30 - 6:00   |
| 福井県         | 福井テレビ（FTB）         | フジテレビ系列 | 土曜 5:00 - 5:30   |
| 中京広域圏     | 東海テレビ（THK）         | フジテレビ系列 | 火曜 4:15 - 4:45   |
| 近畿広域圏     | 関西テレビ（KTV）         | フジテレビ系列 | 日曜 5:15 - 5:45   |
| 島根県・鳥取県 | さんいん中央テレビ（TSK） | フジテレビ系列 | 日曜 4:30 - 5:00   |
| 岡山県・香川県 | 岡山放送（OHK）           | フジテレビ系列 | 土曜 5:30 - 6:00   |
| 広島県         | テレビ新広島（tss）       | フジテレビ系列 | 日曜 6:15 - 6:45   |
| 高知県         | 高知さんさんテレビ（KSS） | フジテレビ系列 | 日曜 4:30 - 5:00   |
| 福岡県         | テレビ西日本（TNC）       | フジテレビ系列 | 土曜 5:00- 5:30    |
| 群馬県         | 群馬テレビ（GTV）         | 独立局         | 土曜 7:00 - 7:30   |
| 栃木県         | とちぎテレビ（GYT）       | 独立局         | 金曜 11:00 - 11:30 |

### ネット局備考
- 日曜朝放送の地域は、毎年7月下旬の『FNS27時間テレビ』[注 23]放送時に休止となる。また臨時の報道特別番組などで休止になる場合もある[注 24]。
- フジテレビでは1978年4月1日より放送開始。開始当初は土曜 6:30 - 7:00に放送[10]。2006年9月まで土曜 5:00 - 5:30に放送されていたが、同年10月から『めざにゅ〜』の土曜版が放送されることになったため（現在は廃枠)、木曜日の『めざにゅ〜』第1部を休止とし、4:00 - 4:29に移動。2009年4月の改編からは日曜日の早朝[注 8]に放送されている。2019年10月改編で土曜 4:52 - 5:22に放送されることになった。

### 過去のネット局
| 放送対象地域 | 放送局                | 系列           | 放送期間                   | 備考                                                   |
| ------------ | --------------------- | -------------- | -------------------------- | ------------------------------------------------------ |
| 青森県       | 青森テレビ（ATV）     | TBS系列        | 1977年10月 - 1995年10月1日 |                                                        |
| 岩手県       | テレビ岩手（TVI）     | 日本テレビ系列 | - 1991年3月                | 岩手めんこいテレビ開局に伴い移行。                     |
| 山形県       | 山形テレビ（YTS）     | テレビ朝日系列 | - 1993年3月                | ネットチェンジに伴いテレビユー山形へ移行。             |
| 山形県       | テレビユー山形（TUY） | TBS系列        | 1993年4月 - 1997年3月      | さくらんぼテレビ開局に伴い移行。                       |
| 埼玉県       | テレビ埼玉（TVS）     | 独立局         | - 2009年3月                | フジテレビと重複放送。                                 |
| 千葉県       | 千葉テレビ（CTC）     | 独立局         | 1978年4月1日 - 1993年3月   | フジテレビと重複放送。                                 |
| 山梨県       | テレビ山梨（UTY）     | TBS系列        | 不明                       |                                                        |
| 山口県       | テレビ山口（tys）     | TBS系列        | 不明                       |                                                        |
| 徳島県       | 四国放送（JRT）       | 日本テレビ系列 | 不明                       |                                                        |
| 愛媛県       | テレビ愛媛（EBC）     | フジテレビ系列 | - 2018年3月                |                                                        |
| 高知県       | テレビ高知（KUTV）    | TBS系列        | - 1997年3月                | 高知さんさんテレビ開局に伴い移行。                     |
| 佐賀県       | サガテレビ（sts）     | フジテレビ系列 | 不明 -2019年10月           |                                                        |
| 熊本県       | 熊本放送（RKK）       | TBS系列        | 1977年4月 - 1979年9月      |                                                        |
| 熊本県       | テレビ熊本（TKU）     | フジテレビ系列 | 1979年10月 - 不明          |                                                        |
| 鹿児島県     | 鹿児島テレビ（KTS）   | フジテレビ系列 | 1992年10月 - 不明          | 土曜・日曜の午後にスペシャル版が放送されたこともある。 |

## その他
- かつてタイトル直後に出てきた画は、ポール・デービスによるものである。ポールのイラストは、中部日本放送から全国放送された座談番組『すばらしき仲間』タイトルバックでも採用されていた。ちなみにCBCもテレビ静岡も同じ中日新聞系列の局である。
- テーマ音楽は時代によって異なるが、90年代以降のものはかつて、竹村健一が出演していたオムロン（当時は社名は立石電機）のCMのBGMにも使われていたことがある。